# Mémorial de Sun Yat-sen (Taipei)
Ne doit pas être confondu avec Mémorial de Sun Yat-sen (Canton).
 (novembre 2019).
Si vous disposez d'ouvrages ou d'articles de référence ou si vous connaissez des sites web de qualité traitant du thème abordé ici, merci de compléter l'article en donnant les références utiles à sa vérifiabilité et en les liant à la section « Notes et références ».
Le Mémorial de Sun Yat-sen (chinois : 國立國父紀念館, pinyin : Guólì Guófù Jìniàn Guǎn, anglais : National Sun Yat-sen Memorial Hall) est situé dans le district de Xinyi, Taïpei, Taïwan. C’est un bâtiment dédié au père fondateur de la République de Chine, le docteur Sun Yat-sen, qui a été achevé en 1972. Il contient des expositions présentant la vie du docteur Sun et la révolution qu’il a menée. C’est également un espace d’expositions culturelles, sociales et éducatrices.

## Description
L’entrée principale du bâtiment possède une statue de Sun Yat-sen monumentale, mesurant 6 mètres et pesant environ 17 tonnes. Chaque heure, la relève de la garde attire une foule venant assister à cette populaire attraction touristique. La construction inclut également une salle de spectacles, un centre d’expositions d’environ 1.000m², un théâtre multimédia, un centre audio-visuel, des salles de lectures, et une bibliothèque possédant plus de 300.000 livres. 
Inspiré du Temple du Ciel de Pékin, la toponymie des alentours du bâtiment cherche à accentuer son côté symbolique : la rue de Hangzhou, sur le flanc du mémorial, tire son nom de l'ancienne capitale de la dynastie Song, tandis qu'au nord on trouve la rue Xin Yi, référence à la vertu du confucianisme, et au sud s'étend la rue Ai Guo, la rue du patriotisme. 
Le bâtiment lui-même se situe dans le parc Chung-shan. Ce dernier contient des jardins, des murs décoratifs, et une zone de spectacle atour du lac Cui, aussi connu sous le nom de Mare d’Emeraude.

## Histoire
Le gouvernement taïwanais commence à préparer la construction du Mémorial de Sun Yat-sen en 1964. En 1965, le Président Tchang Kaï-chek assiste à la cérémonie de pose de la première pierre. Les plans dessinés par l’architecte Wang Ta-hung ont été choisis lors d’un concours public l’année précédente, puis modifiés selon les désirs de Tchang afin de mettre en avant les spécificités de l’architecture chinoise. Le bâtiment principal a été terminé le 16 mai 1972. Les funérailles de Tchang se sont tenues dans le grand hall du mémorial en 1975. La plus importante cérémonie du cinéma taïwanais, le Golden horse film festival and awards, se tient tous les ans dans l’auditorium du mémorial.
À l’origine administré par la mairie de Taïpei, le mémorial a été transféré au ministère de l’éducation en 1986, avec le Bâtiment Chung-Shan à Yangmingshan.

## Transports
Le mémorial de Sun Yat-sen est accessible à pied depuis la station Sun Yat-sen Memorial Hall station du Métro de Taïpei.